# Pevnost Narikala
Narikala (gruzínsky: ნარიყალა) je pevnost v gruzínském hlavním městě Tbilisi. Pevnost se nachází na strmém kopci mezi sirnými lázněmi a botanickou zahradou. Jde o nejnavštěvovanější památku Tbilisi.
Podle legendy pevnost nechal postavit ibérský král Vachtang I. Gorgasali, což by odpovídalo přelomu 5. a 6. století. Archeologové však posunuli založení pevnosti do 4. století, mohlo k němu dojít okolo roku 364, za vlády krále Varaz-Bakura I. (zvaného též Aspacures II). Ke konci 4. století padla pevnost do rukou Peršanů, ale v polovině 5. století byla znovu dobyta ibérskými králi. Výrazně ji rozšířili Umajjovci v 7. století a později král David Stavitel (1089–1125). Mongolové ji přejmenovali na Narin Qala (tj. Malá pevnost). Většina dochovaných hradeb pochází ze 16. a 17. století. V roce 1827 byly části pevnosti poškozeny zemětřesením a následně zbořeny. Na dolním nádvoří se nachází nedávno zrekonstruovaný kostel sv. Mikuláše. Byl nově postaven v letech 1996–1997, aby nahradil původní kostel ze 13. století, který vyhořel. Symbolem pevnosti i Tbilisi je dvacetimetrová socha Kartlis Deda, zvaná též Matka Gruzie. Vztyčena byla roku 1958.